# Andover, New Hampshire
Andover là một thị xã thuộc quận Merrimack trong tiểu bang New Hampshire, Hoa Kỳ. Thành phố có diện tích km2, dân số theo điều tra năm 2000 của Cục điều tra dân số Hoa Kỳ là 109 người, dân số năm 2009 ước tính là 2223 người.